# حسن ضاهر (لاعب كرة قدم)
حسن ضاهر هو لاعب كرة قدم لبناني في مركز الدفاع، ولد في 4 مارس 1983 في لبنان. شارك مع منتخب لبنان لكرة القدم. أما مع النوادي، فقد لعب مع شباب الساحل ونادي العهد.

## وصلات خارجية
- حسن ضاهر على موقع قاعدة بيانات كرة القدم.إي يو (الإنجليزية)
- حسن ضاهر على موقع ناشيونال فوتبول تيمز (الإنجليزية)
- حسن ضاهر على موقع Soccerway.com (الإنجليزية)